# Albert Celades
Albert Celades López (* 29. September 1975 in Barcelona) ist ein ehemaliger spanischer Fußballspieler auf der Position eines Mittelfeldspielers. Zuletzt spielte er für die New York Red Bulls in der höchsten Spielklasse im nordamerikanischen Fußball, der Major League Soccer (MLS).

## Spielerkarriere
Albert Celades ist einer der wenigen spanischen Spieler, die bei beiden großen Konkurrenten, Real Madrid und FC Barcelona, unter Vertrag standen. Der in Andorra aufgewachsene Celades kam auf vier Einsätze in der spanischen Nationalmannschaft und nahm an der Fußball-Weltmeisterschaft 1998 in Frankreich teil.
Seit August 2008 war er vereinslos, da sein Vertrag bei Absteiger Real Saragossa nicht verlängert wurde. Er hielt sich selbständig fit und nach einem einmonatigen Probetraining  wurde er bei den New York Red Bulls im März 2009 unter Vertrag genommen. Am 24. Oktober 2009 im letzten Saisonspiel gegen den Toronto FC beendete er offiziell seine Karriere, nachdem er seinen Rücktritt vom professionellen Fußball schon zuvor angekündigt hatte.

## Trainerkarriere
Im Sommer 2013 wurde Celades Cheftrainer der spanischen U16-Nationalmannschaft; im Mai 2014 übernahm er als Nachfolger des zum FC Porto gewechselten Julen Lopetegui die U21. Die Qualifikation für die Europameisterschaft 2015 wurde verpasst, jedoch führte Celades die Mannschaft zur EM 2017 in Polen und erreichte dort das Finale, das die spanische Elf gegen Deutschland verlor.
Im Vorfeld der Weltmeisterschaft 2018 in Russland wurde sein Vorgänger Julen Lopetegui, inzwischen Trainer der spanischen A-Nationalmannschaft, entlassen. Daraufhin wurde Celades Co-Trainer unter dem Interimstrainer Fernando Hierro. Bei der Weltmeisterschaft in Russland schied die spanische Nationalmannschaft überraschend im Achtelfinale aus, nachdem sie im Elfmeterschießen dem Gastgeber und Außenseiter Russland unterlagen. Kurze Zeit später gehörte Albert Celades dem Trainerstab von Real Madrid an, musste allerdings den Klub nach der Entlassung von Lopetegui am 29. Oktober 2018 verlassen. Im Oktober 2019 wurde Celades neuer Trainer des FC Valencia, wo er bereits im Juli 2020 wieder entlassen wurde.

## Erfolge

### FC Barcelona
- Primera División: 1997/98, 1998/99
- Copa del Rey: 1997, 1998
- Pokal der Pokalsieger: 1996/97
- UEFA Supercup: 1997
- Supercopa de España: 1996

### Real Madrid
- Primera División: 2000/01, 2002/03
- UEFA Champions League: 2001/02
- Weltpokal: 2002
- UEFA Supercup: 2002
- Supercopa de España: 2001, 2003